# Drycothaea spreta
Drycothaea spreta är en skalbaggsart som beskrevs av Bates 1885. Drycothaea spreta ingår i släktet Drycothaea och familjen långhorningar. Inga underarter finns listade i Catalogue of Life.